# Penstemon cyananthus
Espèce
Penstemon cyananthus  est une espèce de plantes de la famille des Plantaginacées, originaire d'Amérique du Nord. Elle est connue sous le nom de  Wasatch Beardtongue en anglais.

## Description
Cette espèce est pérenne, native de l’Utah et qui peut atteindre 90cm de hauteur. Les fleurs sont généralement de couleur bleue.